# Realschule

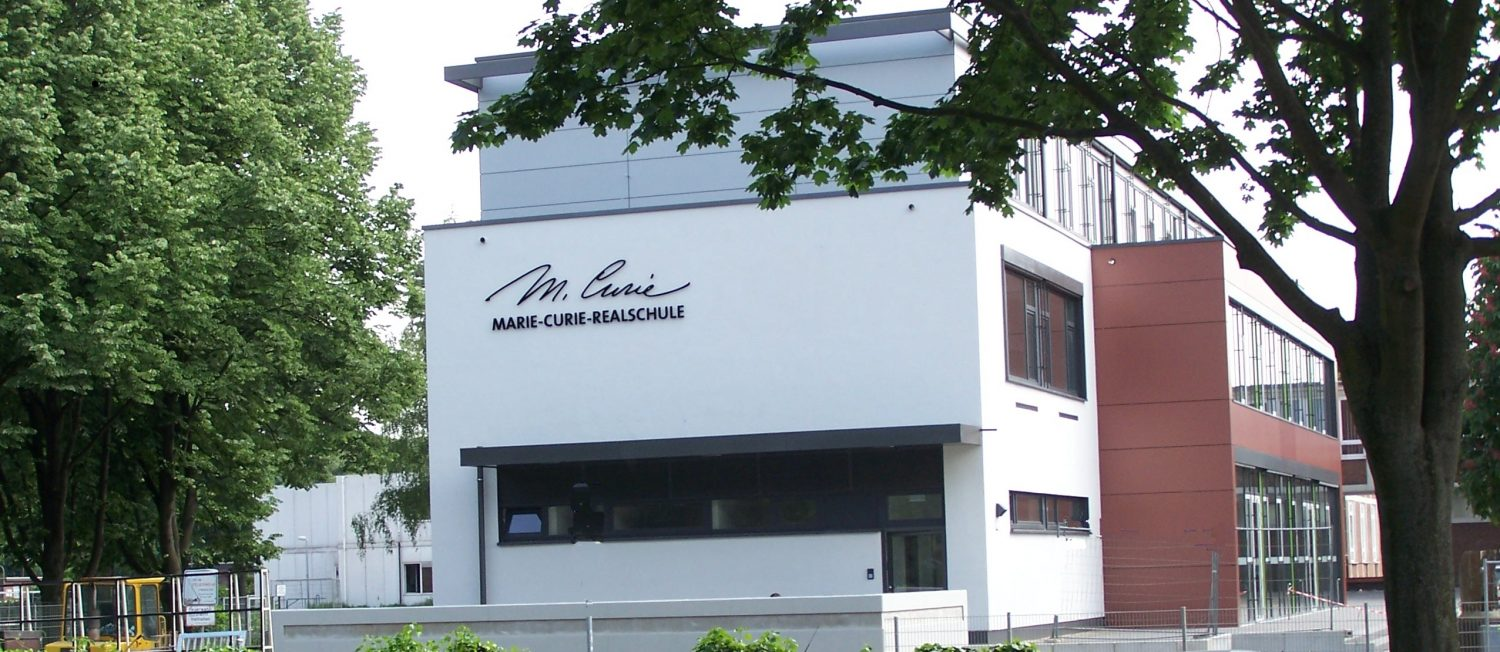
Marie-Curie-Realschule Mannheim, Alemania.

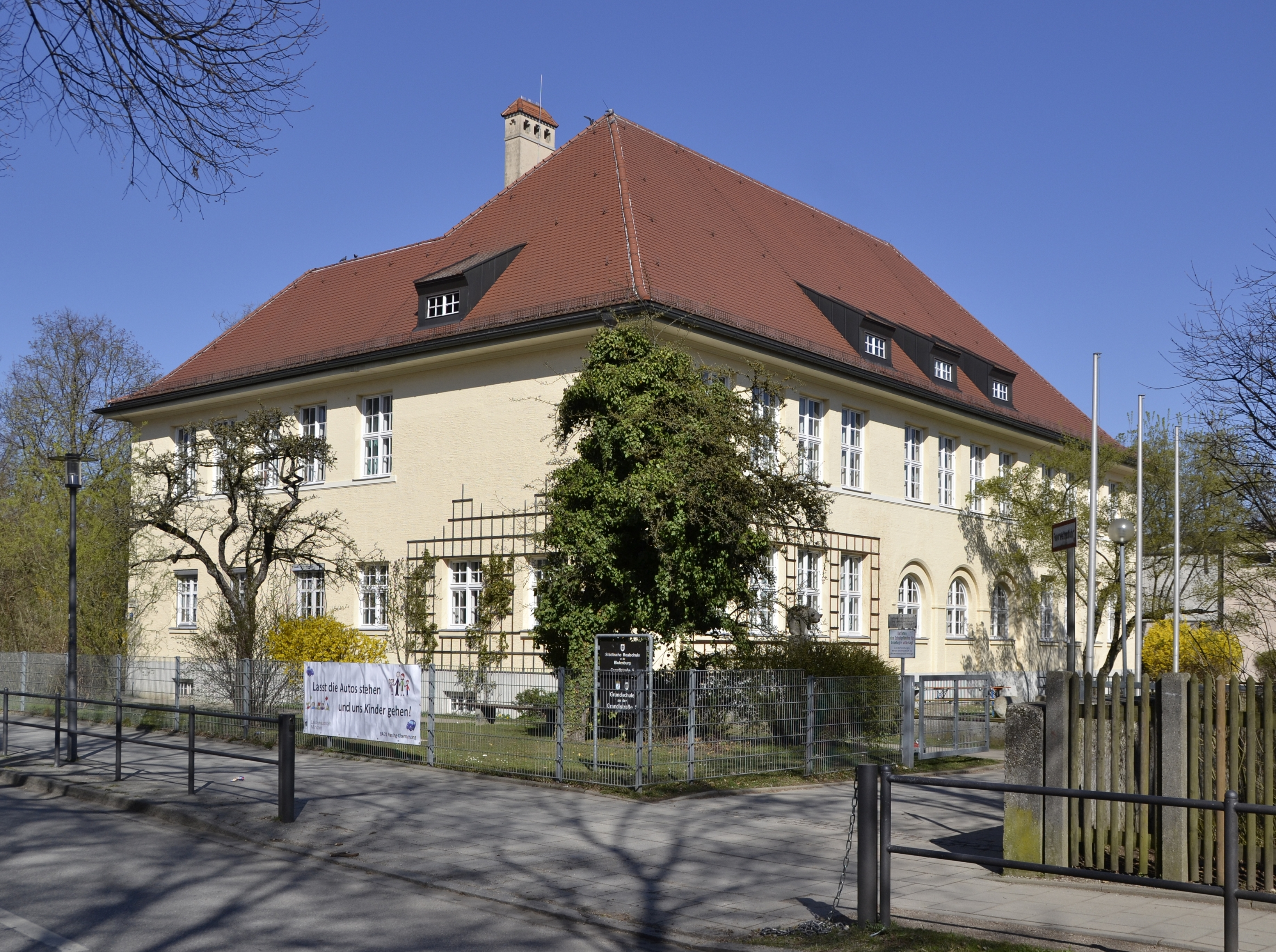
Realschule de Blutenburg, Alemania

Realschule o Escuela práctica (pronunciación en alemán: /ʁeˈaːlʃuːlə/) es un tipo de escuela secundaria en Alemania, Suiza y Liechtenstein. El modelo se ha extendido por Croacia (realna poljane), Austria, Dinamarca, Noruega (realskole), Suecia (realskola), Hungría (reáliskola), Eslovenia (realka), Serbia (реалка) o Rusia (реальное училище).

## Alemania

### Historia
El origen de la palabra real (derivada del latín res = "cosa, objeto") aplicada a la educación se puede encontrar en la Alta Edad Media. Walahfrid Strabo (808-849), abad benedictino de la isla de Reichenau, escribió en su poema del jardín ("Hortulus") cómo la experiencia se puede ampliar con el trabajo de las propias manos ("propriis palmis"). Otros enfoques tempranos de la educación real o práctica se pueden encontrar entre los humanistas Erasmo de Róterdam (1469-1536), Georgius Agricola (1494-1555), Tomás Moro (1478-1535) y el español Juan Luis Vives (1492-1540), quienes, además de la “Sprachbemeisterung" o "conocimiento abstracto", establecen la necesidad del "dominio práctico de las cosas".
Pero la escuela protestante del período de la Reforma, que se basó en la "Palabra de Dios", cortó estos primeros esfuerzos. Por el contrario, la nobleza gobernante veía cómo la educación humanística no cubría ciertos objetivos de renovación y atención de trabajos artesanales. Ese fue el motivo del comienzo de las academias de caballeros específicas de varias profesiones.
En paralelo, se encontraban los esfuerzos de los educadores individuales para proporcionar una educación "real" o práctica. Wolfgang Ratke (Ratichius) (1571-1635) pidió la introducción de la lengua materna en la enseñanza y la sustitución del latín. Johann Amos Comenius (1592-1670) insistió en el requisito de enseñar palabras solo en conexión con cosas. En la "Trivialschule" de Johann Raue (1610-1679) ya se enseñaban materias como geometría, taquigrafía y biología aplicadas. Para Johann Joachim Becher (1635-1682), la escuela tenía la tarea de crear una estructura estatal ordenada a través de la educación y la enseñanza. Su ideal era la del hombre técnicamente educado, el científico "instruido y útil".
En el siglo XVIII, la demanda de escuelas secundarias se hizo más fuerte con la pujanza de la burguesía. Las escuelas anteriores fueron desafiadas por el Siglo de las Luces. Inicialmente, impartir contenido educativo práctico seguía siendo tarea de educadores excepcionales. Para el pietista August Hermann Francke (1663-1727), el practicismo debía ser moldeado por el método. Igual que la naturaleza muestra la grandeza y omnipotencia de Dios, el objetivo principal de la instrucción práctica debía contribuir al mantenimiento de los propios establecimientos. En 1698, Francke fundó las Fundaciones que llevan su nombre en Halle (Saale), una institución que todavía hoy sobrevive.
El pastor de Halle, Christoph Semler (1669-1740), fundó la “Mathematische und Mechanische Realschule” en 1707 con la idea de ilustrar lecciones y técnicas necesarias para la vida y el trabajo posterior. Tras un primer fracaso, la volvió a refundar en 1738. El segundo intento terminó dos años después con la muerte de Semler. La escuela de Semler fue la primera en llamarse "Realschule", aunque siguió siendo solo una escuela complementaria a la "Teutsche Schule".
A partir de la escuela alemana, cuyo verbalismo criticó, el teólogo pietista de orientación reformista Johann Julius Hecker (1707-1768) desarrolló un sistema de clases y de asignaturas basado en la distribución diferenciada del material, creado por Johann Gottfried Groß en función de las aspiraciones profesionales de los estudiantes. Nació así en 1747 el "Ökonomisch-Mathematischen Realschule" ("Realschule económico-matemático") en Berlín. Hecker es considerado el fundador de la escuela secundaria orientada a la práctica, para la que diseñó un huerto escolar y a la que en 1748 se dotó de un primer seminario de profesores prusianos.
Aunque la reforma educativa de Wilhelm von Humboldt iba dirigida contra la Realschule, ya en 1832, los títulos de la Realschule fueron reconocidos en Prusia como carreras intermedias. En especial, la titulación daba derecho a un año de servicio militar voluntario, en lugar de los tres años de servicio obligatorio. Por la fuerza de los hechos, este tipo de escuela se posicionó legalmente entre la escuela primaria y el Gimnasium. Las escasas instituciones educativas existentes eran incapaces de satisfacer las necesidades educativas de la burguesía, por lo que se fueron extendiendo, incluso con la adición del latín. En 1859, la escuela secundaria sufrió una reestructuración, al igual que en 1872 y 1882. A partir de aquí, la Realschule se convirtió en una escuela secundaria sin latín, pero siguió siendo una escuela secundaria. La Oberrealschule, también sin latín, se equiparó a la escuela superior. Incluso los exámenes Abitur (más tarde Abitur) de ambas escuelas se colocaron en pie de igualdad a partir de 1900.
Desde la reorganización de 1945 en Estado Federal, la Realschule se establece como una escuela intermedia, aunque permaneció el nombre de Realschule porque los padres encontraron el nombre de “escuela intermedia” despectivo.

### Situación de la escuela
En el sistema alemán de enseñanza secundaria, Realschule significa un centro intermedio entre Hauptschule (el más bajo) y Gymnasium (el más alto). Tras completar la Realschule, el alumnado graduado puede asistir a un Gimnasium profesional o a un Gimnasium generalista. También pueden asistir a una Berufsschule o realizar prácticas como aprendiz en una empresa para pasar al mundo laboral.
En la mayoría de los estados de Alemania, los estudiantes comienzan la Realschule a la edad de 10 años y por lo general terminan la escuela a la edad de 16 años. En algunos estados, las realschulen han sido recientemente sustituidas por Oberschulen o Sekundarschulen. En 2006, 1.320.000 alemanes asistieron a una Realschule.
En la Realschule, un estudiante recibe una educación amplia y aprende al menos una lengua extranjera, generalmente inglés. En el estado de Baden-Wurtemberg, después del sexto grado, el estudiante tiene que elegir entre Tecnología, Economía doméstica, y una segunda lengua extranjera, generalmente francés. La nueva materia se convierte para el estudiante en la materia principal, después del alemán, las matemáticas, las ciencias y el inglés. También es posible aprender otros idiomas en los talleres libres. Otras materias que reciben son Geografía, Ciencias sociales, Economía, Historia, educación religiosa y educación física. Después del 8º grado, un estudiante tiene que elegir entre Artes y Música.

### Abolición de laRealschuleen Berlín y Hamburgo
A partir del curso 2010-2011, la Realschule se abolió formalmente en la ciudad autónoma de Berlín, donde se fusionó con la Hauptschule y la antigua Gesamtschule para formar un nuevo tipo de escuela integral, llamada Stadtteilschule en el Estado de Hamburgo y Sekundarschule en Berlín.

### Rendimiento de los estudiantes que asisten a laRealschule
| Tipo de escuela | "Muy baja" clase social | "Baja" clase social | "Alta" clase social | "Muy alta" clase social |
| --- | ----------------------- | ------------------- | ------------------- | ----------------------- |
| Hauptschule | 400                     | 429                 | 436                 | 450                     |
| Gesamtschule | 438                     | 469                 | 489                 | 515                     |
| Realschule | 482                     | 504                 | 528                 | 526                     |
| Gimnasium | 578                     | 581                 | 587                 | 602                     |
| PISA 2003 – Der Bildungsstand der Jugendlichen en Deutschland – Ergebnisse des 2. internationalen Vergleiches (PISA 2003 – Nivel educativo de los jóvenes en Alemania – Resultados de la segunda comparación internacional). |                         |                     |                     |                         |

### Críticas
El sistema tripartito alemana de la educación ha sido ampliamente criticado por separar a los niños a lo largo de las líneas de clase a una edad muy temprana. Por ejemplo, en algunos estados alemanes, se toma una decisión en el sexto o incluso el cuarto grado de si un niño es continuar en el gimnasio, la Realschule, o la Hauptschule. Sólo el gimnasio es una escuela universitaria de preparación, por lo que los críticos argumentan que se toma una decisión tan pronto como el cuarto grado acerca de si un niño se le permitirá asistir a la universidad.
El sistema es considerado tan fuera onerosa Alemania que la OCDE incluso envió a un enviado especial a Alemania para condenar la práctica alemana actual. En concreto, el experto brasileño encontró que las escuelas alemanas separar a los niños de acuerdo a la clase social, con los niños de académicos y profesionales más a menudo de ser enviado a un gimnasio, y los niños de la clase trabajadora de ser enviado a una Realschule o una Hauptschule.
Según los críticos, el sistema se considera ampliamente dentro de Alemania para ser socialmente útil en el sentido de que la clase alta es capaz de reservar las mejores escuelas para sí mismo sin tener que recurrir a las escuelas privadas. Finalmente, ninguna sociedad democrática fuera del mundo de habla alemana tiene sistemas escolares tripartitas que los niños separados en gran medida de acuerdo a los conocimientos previos; este hallazgo fue la principal queja sobre Alemania en el reciente estudio PISA.
Los defensores del sistema tripartito consideran los argumentos presentados por los críticos como inválida. Ellos apuntan al hecho de que no solo Gymnasium, sino también las escuelas generales y escuelas que sirven a estudiantes maduros como el Kolleg o la Berufsoberschule ofrecen la posibilidad de que el Abitur. También es posible asistir a la universidad sin sostener el Abitur. También sostienen la opinión de que Realschulen e institutos financiados por el Estado ofreció muchos niños de la clase trabajadora la posibilidad de ascender en la escala social. Además, los defensores del sistema tripartito temen que la abolición de gimnasios y Realschulen dará lugar al crecimiento de un sector de la escuela privada.
Los defensores de la Realschule también sostienen la opinión de que ayuda desarrollo de la personalidad de los estudiantes. De acuerdo con un estudio de los asistentes a una Realschule se hizo más altruista y más propensos a cuidar a los demás a través del tiempo.

### "Erweiterte Realschule" y "Realschule Plus"
"Erweiterte Realschule" (literal Realschule ampliada) es una nueva denominación de la escuela práctica intermedia del Estado alemán del Sarre, que no debe confundirse con la Realschule. Mientras que la Realschule es una escuela selectiva y normativa, la Erweiterte Realschule es una escuela comprensiva, es decir, que no etiqueta a sus estudiantes sobre la base de los logros académicos o de la aptitud. 
La "Realschule Plus" es una escuela intermedia que solo existe en el Estado de Renania-Palatinado. Ofrece clases de educación general (que se asemejan a las clases de la Realschule), pero añaden clases de refuerzo.
Tanto las Erweiterte Realschule como las Realschule Plus no son escuelas de libre opción para muchos estudiantes, sino que atienden a alumnos derivados de las otras escuelas.

## Austria y Hungría
Por su pasado común en el Imperio austrohúngaro, la historia de la educación en ambos países va unida. La primera Realschule en el imperio se estableció en Viena, en 1771. Sistemáticamente fueron fundadas por la Monarquía de los Habsburgo después de 1804: por ejemplo, en 1811 se fundó un institución en Brno (en idioma alemán); en 1815, en Brody (Galitzia); en 1817, en Leópolis y Trieste, etc. 
En la República Checa, en el año escolar 1917-1918 existían 43 Realschule en idioma checo, 30 en Bohemia y 13 en Moravia. Existían también escuelas prácticas en idioma alemán. Tras la Primera Guerra Mundial, muchas de las Realschule se transformaron en Realgimnasium. Las escuelas prácticas fueron abolidas en Checoslovaquia en 1948. 
Realgimnasium era un tipo de escuela intermedia entre Realschule y Gimnasium. En Chequia, los Gimnasium se establecieron entre 1862 (el primero en Tábor) y 1913 (el último en Jilemnice). En la República Checa, en el año escolar 1917-1918 existía 35 Realgimnasium en idioma checo, 24 en Bohemia, 10 en Moravia y una en la Silesia checa. 
Desde 1908, la reforma de los Realgymnasium propició un nuevo tipo de escuela en Austria y Hungría. Hasta 1918, existían solo 7 escuelas intermedias, 2 en la República Checa (1909 Vrchlabí; 1911 Bohumín), ambas en idioma alemán.

## Noruega
La escuela intermedia o realskole existió en Noruega entre 1935 y 1970. Sustituyó a la antigua middelskole y fue un nivel intermedio entre folkeskole (escuela primaria) y el gymnasium. La mayoría de los alumnos dejaba la escuela después de la folkeskole, por lo que la realskole se entendía como una escuela preparatoria para el gimnasium, aunque solo una minoría accedía realmente a los estudios conducentes a la universidad.